# U-337
| U-337 | U-337 | U-337 |
| --- | --- | --- |
| U 337 | | |
| | | |
| Зображення підводного човна підтипу VIIC                                                                     | | |
| Верф | Nordseewerke, Емден                                                                                                | Nordseewerke, Емден                                                                                                |
| Під прапором                                                                                                 | Третій Рейх | Третій Рейх |
| Належність                                                                                                   | Крігсмаріне | Крігсмаріне |
| Порт приписки                                                                                                | Кіль | Кіль |
| Замовлення                                                                                                   | 21 листопада 1940                                                                                                  | 21 листопада 1940                                                                                                  |
| Закладений                                                                                                   | 1 квітня 1941 | 1 квітня 1941 |
| Спуск на воду                                                                                                | 26 березня 1942 | 26 березня 1942 |
| Введений до складу флоту                                                                                     | 6 травня 1942 | 6 травня 1942 |
| На службі | 1942—1943 | 1942—1943 |
| Загибель | 3 січня 1943 року зник безвісти південно-східніше Ісландії                                                         | 3 січня 1943 року зник безвісти південно-східніше Ісландії                                                         |
| Сучасний статус                                                                                              | зниклий безвісти                                                                                                   | зниклий безвісти                                                                                                   |
| Бойовий досвід                                                                                               | Друга світова війна Битва за Атлантику                                                                             | Друга світова війна Битва за Атлантику                                                                             |
| Проєкт | | |
| Тип ПЧ | середній торпедний ДПЧ                                                                                             | середній торпедний ДПЧ                                                                                             |
| Вартість | 4 714 000 ℛℳ | 4 714 000 ℛℳ |
| Основні характеристики                                                                                       | | |
| Швидкість (надводна)                                                                                         | 17,9 вузла | 17,9 вузла |
| Швидкість (підводна)                                                                                         | 8 вузлів | 8 вузлів |
| Робоча глибина занурення                                                                                     | 100 м | 100 м |
| Гранична глибина занурення                                                                                   | 220 м | 220 м |
| Автономність плавання                                                                                        | 135—174 км на швидкості 4 вузли (в підводному положенні) 11 470 км на швидкості 10 вузлів (у надводному положенні) | 135—174 км на швидкості 4 вузли (в підводному положенні) 11 470 км на швидкості 10 вузлів (у надводному положенні) |
| Екіпаж | 44—60 осіб | 44—60 осіб |
| Розміри | | |
| Довжина найбільша (по КВЛ)                                                                                   | 67,1 м | 67,1 м |
| Ширина корпусу найб.                                                                                         | 6,2 м | 6,2 м |
| Висота | 9,6 м | 9,6 м |
| Середня осадка (по КВЛ)                                                                                      | 4,74 м | 4,74 м |
| Водотоннажність надводна                                                                                     | 769 т | 769 т |
| Силова установка                                                                                             | | |
| дизель-електрична; 2 дизельних двигуни MAN M 6 V 40/46, 2 електродвигуни Siemens-Schuckert-Werke GU 343/38-8 | | |
| Гвинти | 2 | 2 |
| Потужність                                                                                                   | 2800—3200 к.с. (дизелі) 750 к.с. (електродвигуни)                                                                  | 2800—3200 к.с. (дизелі) 750 к.с. (електродвигуни)                                                                  |
| Озброєння | | |
| Артилерія | 1 × 88-мм палубна гармата SK C/35                                                                                  | 1 × 88-мм палубна гармата SK C/35                                                                                  |
| Торпедно- мінне озброєння                                                                                    | 4 носових і один кормовий ТА 14 торпед або 26 мін TMA                                                              | 4 носових і один кормовий ТА 14 торпед або 26 мін TMA                                                              |
| ППО | 1 × 37-мм зенітна гармата Flak M42 2 × 20-мм зенітні гармати FlaK 30                                               | 1 × 37-мм зенітна гармата Flak M42 2 × 20-мм зенітні гармати FlaK 30                                               |

U-337 — німецький середній підводний човен типу VIIC, що входив до складу Військово-морських сил Третього Рейху за часів Другої світової війни. Закладений 1 квітня 1941 року на верфі № 209 компанії Nordseewerke в Емдені. Спущений на воду 26 березня 1942 року. 6 травня 1942 року корабель увійшов до складу 5-ї навчальної флотилії ПЧ ВМС нацистської Німеччини. Єдиним командиром човна був оберлейтенант-цур-зее Курт Рувідель.

## Історія
U-337 належав до німецьких підводних човнів типу VIIC, найчисельнішого типу субмарин Третього Рейху, яких випущено 703 одиниці. Службу розпочав у складі 5-ї навчальної флотилії ПЧ, з 1 січня 1943 року переведений до складу 6-ї бойової флотилії ПЧ Крігсмаріне. 24 грудня 1942 року підводний човен вийшов у свій перший бойовий похід з Кіля і попрямував на північ, а потім на захід в Північну Атлантику в район південніше Ісландії. В останньому радіоповідомленні від 3 січня 1943 року U-337 доповів про своє місцезнаходження як 63°N 12°W. Після цього човен і всі 47 членів екіпажу зникли безвісти.

### Особливості корабельного озброєння
U-337 належав до рідкої модифікації човнів типу VIIC, на яких встановлювала 37-мм одноствольна зенітна гармата M43U на рідкісній установці LM 43U. Кріплення LM 43U було найсучаснішим варіантом кріплення, яке використовувалося на підводних човнах і, як відомо, встановлювалося лише на підводні човни (U-821, U-977, U-1023, U-1171, U-1305 і U-1306). Також на U-337 було встановлено спарену 20-мм зенітну систему C38 у установці M 43U Zwilling із коротким складаним щитом. Варінат M 43U використовувався на ряді підводних човнів (U-190, U-249, U-250, U-278, U-475, U-853, U-1058, U-1109, U-1023, U-1105, U-1165 та U-1306).